# Bunglai
Bunglai is een bestuurslaag in het regentschap Ogan Komering Ulu van de provincie Zuid-Sumatra, Indonesië. Bunglai telt 2018 inwoners (volkstelling 2010).